# Birame Soulèye Diop
Pour les articles homonymes, voir Diop.
Ne doit pas être confondu avec Birame Diop.
Birame Soulèye Diop est un homme politique sénégalais, député de 2024.

## Biographie
Membre du PASTEF, il est élu député lors des élections législatives sénégalaises de 2022.
Le 12 juillet 2023, il est arrêté et inculpé pour offense au président de la République pour avoir affirmé, avant de s'excuser, que le possible dauphin du président Macky Sall risque de mourir comme Amadou Gon Coulibaly en Côte d'Ivoire, initialement désigné candidat puis décédé, permettant au président Alassane Ouattara de se porter candidat à sa réélection.
Après l'élection présidentielle sénégalaise de 2024, il devient ministre du Pétrole dans le gouvernement Sonko nommé par le nouveau président Bassirou Diomaye Faye. Amadou Ba lui succède comme député le 29 juin 2024.